# (カミング・トゥゲザー・イン)カトマンズ
『(カミング・トゥゲザー・イン・)カトマンズ』（英語表記:Coming together in Kathmandu）は、1980年9月1日に発売されたゴダイゴの15枚目のシングル、および同年10月1日に発売されたゴダイゴの5枚目のオリジナル・アルバムである。但し、アルバムの正式名称は『KATHMANDU』であり、Coming together in がつくのはシングル盤のみである。

## シングル

### 概要
- シングルは武田薬品の「ベンザエース」CMソングとして使用された。
- ジャケット・デザイン（デザイン：森島紘）はシングル「ホーリー＆ブライト」と同様の構図で、上部に「カトマンズ」の文字と、ヒマラヤ山脈の写真背景が大きくあり、下部にこれまたヒマラヤ山脈を背景にしたメンバー個別の写真が並べられている。
- ジャケット表面には、デーヴァナーガリー文字で、上下左右に「GODIEGO」の文字が記載されている。
- ジャケットにベース担当のスティーヴ・フォックスの姿はなく、新たに加入した吉沢洋治の姿がある。但し、表題曲のベースはスティーヴが担当している。詳細はアルバム項目で解説する。
- 初のゴダイゴ＆東京フィルハーモニーオーケストラジョイントのコンサートを1980年10月10日（金）代々木オリンピックプールで開催する旨の告知がジャケットに記載されている。

### 収録曲
- 作詞:奈良橋陽子（英語詞）、松本隆（日本語詞）　作曲:タケカワユキヒデ　編曲:ミッキー吉野

1. (カミング・トゥゲザー・イン・)カトマンズ　-　3:54
2. COMING TOGETHER IN KATHMANDU　-　3:54
  - 「(カミング・トゥゲザー・イン・)カトマンズ」の英語版。

## アルバム

### 概要
- タイトルは『KATHMANDU（カトマンドゥー）』。
- サブ・タイトルは『シルクロードへ…。』。
- オリジナル・アルバムとしては、初の日本語版歌詞が収録されている。それまでは基本的にシングルには日本語版、アルバムには英語版を収録するというスタイルをとっていた。
- 表題曲に関しては、英語版・日本語版、ともにシングルとほぼ同じだが、微妙にミックスが異なる。特に英語版のシングルバージョンは、2021年現在もまだデジタル化されていない。
- このアルバムから、宣教師になるためゴダイゴを脱退したベースのスティーヴ・フォックスに代わり、吉沢洋治が加入。表題曲以外のベース演奏は吉沢が担当。
- タイトル曲となった「COMING TOGETHER IN KATHMANDU（（カミング・トゥゲザー・イン・）カトマンズ）」のサウンドエンジニアリングはスティーヴ・フォックスが担当したが2曲目の「When I Get There」以降はスティーヴが手掛けていないため、音作りが異なっている。
- 「NAMASTE（ナマステ）」は、後に日本語版としてシングル・カットされたが、B面の英語版は当アルバム音源ではなく、「中国 后醍醐」からのライヴ音源。
- 「COMING TOGETHER IN KATHMANDU（（カミング・トゥゲザー・イン・）カトマンズ）」は武田薬品の『ベンザ・エース』CMソングであり、本アルバムのミックスのバージョンが『CMソング・グラフィティ VOL.2』にも収録されている。また「CARAVANSERAI（キャラバンサライ）」の別歌詞ヴァージョン（歌詞は『森永チョコレート』のフレーズ以外英語）が「CHESTNUT TREE（チェスナット・トゥリー）」という曲名で同じく『CMソング・グラフィティ VOL.2』に収録されている。
- 「(カミング・トゥゲザー・イン)カトマンズ」の日本語バージョンは、コンピレーション盤やボックスセット『15TH ANNIVERSARY GODIEGO BOX』（1991）などシングルバージョンで収録されることが多いが、『GODIEGO  ORIGINAL HITS DISC』（ゴダイゴ・オリジナル・ヒット・ディスク）（1984）では本アルバムのバージョンで収録された。
- ブルーレコードで愛蔵家ナンバー付き。枚数は非常に少ないが通常の黒いレコードも存在し、こちらの方がレアであるという。

### 収録曲
1. COMING TOGETHER IN KATHMANDU（(カミング・トゥゲザー・イン・)カトマンズ）
  - 作詞:奈良橋陽子　作曲:タケカワユキヒデ　編曲:ミッキー吉野
2. WHEN I GET THERE（ホェン・アイ・ゲット・ゼア）
  - 作詞:奈良橋陽子　作曲・編曲:ミッキー吉野
3. THE ROAD OF SILK AND SPICE（シルク・アンド・スパイス）
  - 作詞:奈良橋陽子　作曲:タケカワユキヒデ　編曲:ミッキー吉野
4. CARAVANSERAI（キャラバンサライ）
  - 作詞:奈良橋陽子　作曲:タケカワユキヒデ　編曲:ミッキー吉野
5. NAMASTE（ナマステ）
  - 作詞:奈良橋陽子　作曲:タケカワユキヒデ　編曲:ミッキー吉野
6. LEIDI LAIDI（レイディ・ライディ）
  - 作詞:奈良橋陽子　作曲・編曲:ミッキー吉野
7. STONE DRY（ストーン・ドライ）
  - 作詞:奈良橋陽子　作曲・編曲:ミッキー吉野
8. IMAGES OF MYSTERY（イメージズ・オヴ・ミステリー）
  - 作詞:奈良橋陽子　作曲:タケカワユキヒデ　編曲:ミッキー吉野
  - この曲では、吉澤はアコースティックベースを使用している。
9. WAVE GOOD-BYE（ウェイヴ・グッド・バイ）
  - 作詞:奈良橋陽子　作曲:タケカワユキヒデ　編曲:ミッキー吉野
10. (カミング・トゥゲザー・イン・)カトマンズ（COMING TOGETHER IN KATHMANDU）
  - 作詞:奈良橋陽子、松本隆　作曲:タケカワユキヒデ　編曲:ミッキー吉野